# Адырбеков, Талгат Маратович
Талгат Маратович Адырбеков (каз. Талғат Маратұлы Адырбеков; 26 января 1989) — казахстанский футболист, защитник.

## Карьера
Футбольную карьеру начал в 2008 году в составе клуба «Кайрат».
В 2009 года стал игроком клуба «Локомотив» Астана.
Летом 2010 года перешёл в «Окжетпес».
В 2011 году подписал контракт с клубом «Ордабасы».
Летом 2017 года на правах аренды стал игроком клуба «Окжетпес», за который провёл 15 матчей в Премьер-лиге.

## Достижения
«Локомотив» Астана
- Серебряный призёр чемпионата Казахстана: 2009

«Ордабасы»
- Обладатель Кубка Казахстана: 2011
- Обладатель Суперкубка Казахстана: 2012
- Бронзовый призёр чемпионата Казахстана: 2019